# Corneliu Scarlat
Corneliu Scarlat (ur. 1953, zm. w styczniu 2022) – rumuński rugbysta grający na pozycji filara młyna, reprezentant kraju, mistrz świata U-19 z 1972 roku, Mistrz Sportu, trener i działacz sportowy.
Grać w rugby zaczął w 1969 roku w klubie CSS Triumph București. Jako senior przez dekadę był związany ze stołecznym Grivița Roșie. Otrzymywał powołania do narodowych reprezentacji juniorskich, w których rozegrał łącznie piętnaście spotkań. Z kadrą U-19 zwyciężył w 1972 roku w mistrzostwach świata w tej kategorii wiekowej. W latach 1976–1982 rozegrał trzynaście spotkań dla rumuńskiej reprezentacji.
Po zakończeniu kariery sportowej trenował klub Energia București, następnie zespół z Fokszan, zaś od 2001 roku drużyny dziecięce i juniorskie RC Grivița. Był także członkiem komisji dyscypliny Federațiă Română de Rugby.
Odznaczony tytułem Mistrz Sportu; przyjęty do hali sław rumuńskiego rugby.